# Johannes Jacob Hegetschweiler
Johannes Jacob Hegetschweiler (Rifferswil, 14 de dezembro de 1789 — Zurique, 9 de setembro de 1839) foi um médico, botânico e político suiço.